# Monticello (Maine)
Pour les articles homonymes, voir Monticello.
Monticello est une ville située dans l’État américain du Maine, dans le comté d’Aroostook. 

## Géographie
|                 | Bridgewater (Maine) | Centreville (Nouveau-Brunswick) |
|                 | Monticello          | Bloomfield (Nouveau-Brunswick)  |
| Hammond (Maine) | Littleton (Maine)   |                                 |